# L'École Abracadabra
Pour les articles homonymes, voir Abracadabra (homonymie).
L'École Abracadabra est une série de bande dessinée scénarisée par François Corteggiani et dessinée par Pierre Tranchan et composée de gags d'une page. Elle a été prépubliée dans Le journal de Mickey puis éditée en dix tomes par Dargaud entre 1991 et 2000 ; 2 volumes ont ensuite été réédités dans un plus petit format en 2011. Chaque volume s'ouvre par une double page représentant l'école la nuit d'une façon effrayante puis par une page de présentation des personnages.
La série met en scène l'enseignant et les élèves d'une école de magie ainsi que les voisins de celle-ci.

## Liste des personnages
Monsieur Balthazar : un professeur plutôt débonnaire qui enseigne la magie à ses élèves. Si leurs tours et leurs erreurs l'agacent parfois, il se montre assez débonnaire et adapte ses méthodes pédagogiques si nécessaire. Il connaît de nombreuses créatures magiques.
Am : Am est une jeune fille vêtue d'un costume rouge et jaune. 
Stram : Stram porte un costume de prestidigitateur.
Gram : Gram porte une robe et un chapeau bleus constellés d'étoiles et d'un croissant de lune blancs. Il est particulièrement gourmand et commet souvent des erreurs lorsque monsieur Balthazar lui demande de réaliser des tours.
Pic et Pik : Pic et Pik sont deux sorcières jumelles vêtues d'une robe et d'une chemise noire. Elles sont les plus espiègles des élèves et leurs tours visent souvent la voisine.
Colegram : Colegram porte un pagne et un turban oranges. Ses techniques et ses transformations sont plus exotiques que celles de ses camarades.
La voisine : elle est la principale victime des farces des élèves et cherche régulièrement à prendre à témoin son mari. Le dernier gag de la série la montre s'en prenant aux auteurs pour tout ce qu'elle a subi. 
Le voisin : il se prénomme Edmond. Lorsque sa femme l'appelle, il répond invariablement "mais non". Selon les gags, il ne s'intéresse pas à ce que veut lui montrer sa femme ou ne réagit pas au caractère surnaturel de ce qu'il voit, considérant que ce n'est pas anormal. Il fume régulièrement sa pipe en lisant le journal. 
Leur couple rappelle fortement celui des voisins de Samantha dans Ma sorcière bien-aimée. 

## Tomes
1. L'École Abracadabra, 1991  (ISBN 2-205-04009-X)
2. Plongeons et Dragons, 1991  (ISBN 2-205-04042-1)
3. Des balais rosses, 1992  (ISBN 2-205-04089-8)
4. C'est pas sorcier !, 1993  (ISBN 2-205-04181-9)
5. Sabbat comme vous voulez ?, 1995  (ISBN 2-205-04486-9)
6. Le philtre a gaffé !, 1996  (ISBN 2-205-04561-X) (BNF 36158522)
7. Déconfiture au chaudron !, 1997  (ISBN 2-205-04614-4)
8. Des Plaies et des Carabosses, 1998  (ISBN 2-205-04760-4)
9. Les Six trouilles d'Halloween, 1999  (ISBN 2-205-04878-3)
10. Déboires d'amulettes, 2000  (ISBN 2-205-05054-0)